# DELIA – Vereinigung deutschsprachiger Liebesroman-Autoren und -Autorinnen
Die DELIA – Vereinigung deutschsprachiger Liebesroman-Autoren und -Autorinnen ist eine Vereinigung zur Förderung des literarischen Genres der Liebesromane.

## Allgemeines
Die Vereinigung wurde 2003 von zwölf Autorinnen als Verein zur Förderung deutschsprachiger Liebesromanliteratur e. V. gegründet und verzeichnet aktuell über 250 Mitglieder. Damit gehört er nach dem Syndikat, der Vereinigung der Krimiautoren, und den Mörderischen Schwestern zu einer der größeren genre-spezifischen Autorenvereinigungen Deutschlands. Namhafte Mitglieder sind Eva Völler, Rebecca Michéle (beide Gründungsmitglieder), Petra Hülsmann, Deana Zinßmeister, Nina George oder das Autorenehepaar Iny Lorentz.

### Geschichte und Vereinsstruktur
Die Gründung erfolgte am 3. Mai 2003 im Rahmen der Veranstaltung Booklover Converence in Bad Homburg auf Initiative der Autorin Marte Cortmann. Der Verein hat seinen Sitz in Meerbusch. Seit Gründung verzeichnet er einen stetigen Mitgliederzuwachs, die es gemeinsam auf eine Auflagenhöhe von 33 Millionen Werken bringen. Am 1. Mai 2021 trat die Vereinigung dem Netzwerk Autorenrechte (NAR) als 15. Mitglied bei.
Veröffentlichte Verlagsautoren können Vollmitglieder werden. Dabei wird nicht zwischen Buchveröffentlichungen und Heftromanen unterschieden. Des Weiteren ist eine Fördermitgliedschaft möglich.
Ungefähr zehn Prozent der Mitglieder sind Männer, die meist unter weiblichem Pseudonym schreiben.

### Ziele
Bei der Gründung ging es neben dem Aspekt, ein Netzwerk von Autoren aufzubauen, auch um die Aufwertung des Genres Liebesroman. Mit Nachwuchsförderung und der Verleihung des DELIA-Literaturpreises soll dem Vorurteil entgegengewirkt werden, diese Art von Literatur sei trivial und kitschig.
Ein weiteres Anliegen ist die Leseförderung. Dem Netzwerkgedanken folgend unterstützen sich die Mitglieder gegenseitig in Fragen zu Literaturbetrieb, ihrer Autorentätigkeit und des beruflichen und künstlerischen Schaffens.

## Liebesromantage
Die sogenannten Liebesromantage werden seit 2004 an wechselnden Orten in Deutschland veranstaltet, darunter Büsum, Sulzbach oder Heiligenhafen; 2010 fand die Veranstaltung in Linz in Österreich statt. 2013 sowie in den Jahren 2016–2018 war Iserlohn Veranstaltungsort. In Kooperation mit der Stadtbücherei und der VHS wurden Lesungen, Signierstunden und Workshops veranstaltet. Besonderen Wert wird dabei auf die Leseförderung gelegt, dazu gibt es Lesungen und Autorenbegegnungen an Grund- und weiterführenden Schulen. Die Liebesromantage endeten jeweils mit einer Gala im Parktheater Iserlohn und der Verleihung des DELIA-Literaturpreises. Seit 2019 wird der DELIA-Literaturpreis im März Rahmen der Buchmesse Leipzig verliehen.

## DELIA-Literaturpreis
Der DELIA-Literaturpreis wird seit 2004 vergeben und ist mit 1500 EUR dotiert. Die Fachjury setzt sich aus fünf Mitgliedern der Autorenvereinigung unter dem Vorsitz von Petra Schier zusammen. Ausgezeichnet wird der beste deutschsprachige Liebesroman für Erwachsene, der in Original- oder Erstausgabe im Vorjahr der Verleihung erschienen ist. Dabei gibt es keine weitere Genrebeschränkung, sofern die Liebesgeschichte den Schwerpunkt im Roman setzt bzw. eine tragende Rolle spielt.
Im Jahr 2015 wurde in Kooperation mit Lovelybooks auch das Lovely Cover gekürt. Dazu konnten Mitglieder des Portals für das schönste Liebesroman-Cover abstimmen. Preisträgerin 2016 ist Mirjam Müntefering für Vom Glück der Pferde.
Seit 2017 wird ebenfalls ein Preis für den besten deutschsprachigen Liebesroman für Jugendliche vergeben. Dieser ist ebenfalls mit einem Preisgeld von 1500 EUR dotiert. Seit 2022 lautet der Name des Jugendliteraturpreises DELIA-Literaturpreis Junge Liebe. Das auszuzeichnende Werk muss ein Jugendbuch sein. Des Weiteren gelten dieselben Kriterien wie für den Liebesroman für Erwachsene.

## Preisträgerinnen und Preisträger

### Bester deutschsprachiger Liebesroman
- 2004 Tagediebe von Kathrin Tsainis; ISBN 3-49923-302-9.
- 2005 Ein unmoralisches Sonderangebot von Kerstin Gier; ISBN 3-40416-957-3, geteilt mit Sommersturm von Olaf Büttner; ISBN 3-79417-022-9
- 2006 Robert Zimmermann wundert sich über die Liebe von Gernot Gricksch; ISBN 3-42651-976-3
- 2007 Libellensommer von Antje Babendererde; ISBN 3-40150-910-1.
- 2008 Perfektion von Michaela Rabe; ISBN 3-80259-385-5.
- 2009 Der Traum vom Tod von Britt Reissmann; ISBN 3-89705-563-5.
- 2010 Die Lichtermagd von Lena Falkenhagen; ISBN 3-45340-568-4.
- 2011 Die Mondspielerin von Nina George; ISBN 3-42650-135-X.
- 2012 Die Sprache der Schatten von Susanne Goga; ISBN 3-45335-468-0.
- 2013 Dark Canopy von Jennifer Benkau; ISBN 3-55131-455-1.
- 2014 Der Geschmack von Sommerregen von Julie Leuze; ISBN 3-86396-062-9.
- 2015 Das Geheime Versprechen von Annette Dutton; ISBN 3-42651-373-0.
- 2016 Liebe auf drei Pfoten von Fiona Blum; ISBN 3-44248-518-5.
- 2017 Die Schwestern vom Eisfluss von Rebecca Maly; ISBN 978-3-499-27254-7.
- 2018 Antonias Tochter von Nora Elias; ISBN 978-3-442-48554-3.
- 2019 Wie Treibholz im Sturm von Daniela Ohms; ISBN 978-3-426-65431-6.
- 2020 Mehr als die Erinnerung von Melanie Metzenthin; ISBN 978-2-919804-31-3.
- 2021 Ein Gefühl von Hoffnung von Eva Völler; ISBN 978-3-7857-2694-5.
- 2022 Mittwochs am Meer von Alexander Oetker; ISBN 978-3-455-01096-1.

### Jugendliteraturpreis
- 2017 Rabenherz von Anja Ukpai; ISBN 978-3-522-50492-8.
- 2018 Wovon du träumst von Kira Gembri; ISBN 978-3-401-51143-6.
- 2019 Meine Checkliste zum Verlieben von Anja Janotta; ISBN 978-3-7348-5033-2.
- 2020 Orcasommer von Sabine Giebken; ISBN 978-3-7348-8208-1.
- 2021 Immer ist ein verdammt langes Wort von Sabine Schoder; ISBN 978-3-7373-5743-2.
- 2022 Sommer der blauen Wünsche von Antje Babendererde; ISBN 978-3-401-60540-1.